# Cilicaea crassicaudata
Cilicaea crassicaudata är en kräftdjursart som beskrevs av William Aitcheson Haswell 1881. Cilicaea crassicaudata ingår i släktet Cilicaea och familjen klotkräftor. Inga underarter finns listade i Catalogue of Life.